# Olympia Fields, Illinois
Olympia Fields là một làng thuộc quận Cook, tiểu bang Illinois, Hoa Kỳ. Năm 2010, dân số của làng này là 4988 người.

## Dân số
Dân số qua các năm:
- Năm 2000: 4732 người.
- Năm 2010: 4988 người.